# The Family Honor (pel·lícula de 1917)
The Family Honor és una pel·lícula muda en blanc i negre de la World Film Company estrenada el 9 d'abril de 1917 dirigida per Émile Chautard i protagonitzada per Robert Warwick, June Elvidge i Alec B. Francis.

## Argument
Anthony Wayne, es un pintor fill del vell i orgullós general Jason Wayne, deixa la seva promesa, Doris Leighton, pels encants de la cantant d'òpera Marcia Quesnay. El germà d'Anthony, Stephen, alarmat pel comportament del seu germà gran, s'entrevista amb Marcia per convèncer-la de que renunciï al seu germà pel bé de l'honor de la família però els dos s'enamoren. Marcia renuncia a la seva vida bohèmia pel seu amor, i torna tots els regals que Anthony li havia fet, fent-li creure que ha esdevingut una dona vulgar.
Mentrestant, Eric Mainwaring, un actor sense escrúpols que també està enamorat de Marcia, convenç Anthony de que robi valors del govern seu pare per tal de comprar joies per a Marcia per així aconseguir el seu amor de nou. Tot seguit Mainwaring li guanya aquests diners a les cartes. Stephen descobreix el robatori i va a veure Marcia per fer-li veure el resultat de la seva influència. Allà, arriba a temps d'evitar que Eric la convenci de marxar amb ell amb els diners aconseguits i aconsegueix que Eric li torni els diners robats.
L'endemà, Anthony presa de remordiments, està pensant en suïcidar-se però arriba Doris i el salva. En descobrir el robatori, però, el general Wayne insta el seu fill a suïcidar-se amb el revòlver que li proporciona que sempre serà millor que de viure en deshonor. En aquell moment precís arriben Stephen i Marcia. Per restablir l'honor del seu germà, Stephen menteix i diu que va ser ell qui va prendre els diners i retorna els pagarés que havia recuperat de Mainwaring. El pare, en veure Stephen amb Marcia, creu que aquesta provocarà ara el deshonor del germà gran, però ell el convenç de la noblesa de Marcia i li anuncia que ells dos es casaran.

## Repartiment
- Robert Warwick (Capità Stephen Wayne)
- June Elvidge (Marcia Quesnay)
- Alec B. Francis (General Jason Wayne)
- Henry Hull (Anthony Wayne)
- Gerda Holmes (Doris Leighton)
- Frank Beamish (Eric Mainwaring)